# Демид Войткович
Демид Войткович — руський (український) шляхтич, слуга князя Василя Санґушко-Ковелькського.
Відомий тим, що Василь Михайлович Санґушко, князь й державний та військовий діяч Великого князівства Литовського, у 1542 році подарував йому кілька дворищ у с.Мощена за те, що «з дитинства своєго при дворі нашому служив». Взамін Войткович обіцяв «конем служити», а князь обіцяв не кривдити й боронити.
Наталя Яковенко наводить цей приклад як типовий зразок «феодального контракту». Моральним імперативом таких взаємин вважає рівнозначність «честі» шляхтича-слуги його вірності своєму князеві.